# Болезнь Урбаха — Вите
Болезнь Урбаха — Вите — редкое рецессивное генетическое заболевание. Известно менее 300 случаев с момента его открытия.:537 Впервые оно было официально зарегистрировано в 1929 году Эрихом Урбахом и Камилло Вите, хотя отдельные случаи могут быть определены начиная с 1908 года. У пациентов, миндалевидное тело которых оказалось разрушено вследствие болезни Урбаха — Вите, наблюдается полное отсутствие страха.

## Симптомы
Симптомы этого заболевания сильно варьируются. Присутствуют как неврологические, так и дерматологические симптомы. Они могут включать в себя хриплый голос, поражение кожи и рубцы на ней, легко повреждающуюся кожу с плохим заживлением, сухую, морщинистую кожу и папулы вокруг век. Всё это результаты уплотнения кожи и слизистой оболочки. В некоторых случаях имелось также уплотнение мозговой ткани в средней височной доле, что может приводить к эпилепсии и нервно-психическим расстройствам. Болезнь, как правило, не угрожает жизни пациента и не вызывает снижения её продолжительности.
По причине того, что болезнь Урбаха — Вите — аутосомно-рецессивная, люди могут быть её носителями без каких-либо симптомов.

## Причины
Болезнь Урбаха-Вите имеет генетическую природу. Она возникает при нарушении структуры гена ECM1, который располагается на 1-й хромосоме в локусе 1q21. Он отвечает за образование одного из белков межклеточного матрикса. Протеин ECM1 связывается с другими структурными белками, стимулирует рост и дифференцировку клеток, регулирует образование кровеносных сосудов. При генетических аномалиях нарушается выработка белка и ухудшается стабильность внеклеточного матрикса.
В клинической генетике известно 55 вариантов мутаций, ассоциированных с липоидным протеинозом Урбаха-Вите. Большинство из них происходит в 6-м и 7-м экзонах гена. Мутантные гены наследуются по аутосомно-рецессивному механизму. Для развития заболевания человеку необходимо получить по одной патологической копии ECM1 от каждого из родителей. Основным фактором риска болезни выступают близкородственные браки.

## Лечение
В настоящее время не существует лекарства от этой болезни, но успешно лечатся некоторые симптомы. В некоторых случаях помогало пероральное употребление диметилсульфоксида и вводимого внутрь поражённых тканей гепарина. D-пеницилламин также подаёт надежды и до сих пор широко используется. Также было сообщено об успешном лечении этретинатом, лекарством, обычно выписываемом при псориазе. В некоторых случаях обызвествление в головном мозге может приводить к аномальной электрической активности нейронов. Некоторые пациенты употребляют противосудорожные препараты, чтобы справиться с этими отклонениями.

## Эпидемиология
Болезнь Урбаха — Вите очень редка. Зарегистрировано менее чем 300 случаев в медицинской литературе. Несмотря на то, что болезнь может быть обнаружена по всему миру, четверть случаев была обнаружена в Южной Африке. Большинство пациентов — голландского, немецкого и койсанского происхождения.

## Новейшие данные
До недавнего времени считалось, что у пациентов, миндалевидное тело которых оказалось разрушено вследствие болезни Урбаха — Вите, наблюдается полное отсутствие страха. Однако новейшие исследования показали, что испугать больных возможно, если использовать для этого ингаляцию воздуха с высоким содержанием углекислого газа — около 35 процентов.